# Khải hoàn môn Admiralty
Khải hoàn môn Admiralty (tiếng Anh: Admiralty Arch) là một công trình tưởng niệm lịch sử nằm ở Luân Đôn, thủ đô của Vương quốc Anh. Nó bao gồm một cổng vòm dành cho lối đi bộ và một đại lộ lớn giữa trung tâm The Mall kéo dài đến phía tây nam và Quảng trường Trafalgar ở phía đông bắc.

## Lịch sử

### Công trình ban đầu

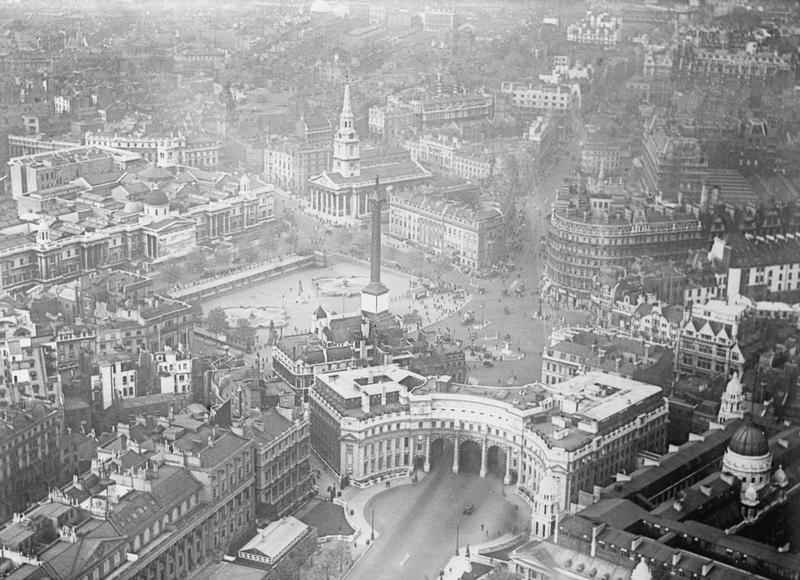
Khải hoàn môn Admiralty nhìn từ trên cao (1957)

Vào những năm 1900, Vua Edward VII cho xây dựng khải hoàn môn Admiralty để tưởng nhớ Victoria của Anh. Cấu trúc được hoàn thành bởi John Mowlem & Co vào năm 1911, ngay sau khi vua Edward VII băng hà. Công trình tiếp tục được hoàn thành vào năm 1912.
Cái tên Admiralty được lấy tên từ trụ sở Hải quân Hoàng gia gần đó.
Khải hoàn môn Admiralty là một phần trong kế hoạch tổng thể do kiến trúc sư Aston Webb lập ra để biến The Mall thành một đại lộ hoàng gia trang nghiêm. Cổng vòm phục vụ như hàng rào hùng vĩ giữa Quảng trường Trafalgar đông đúc và làm cho khu vực đại lộ nổi bật hơn dẫn đến Cung điện Buckingham. Các công trình của Aston Webb cũng bao gồm: Bảo tàng Victoria và Albert, Đài tưởng niệm Victoria và mặt tiền mới của Cung điện Buckingham.
Việc sử dụng ban đầu của Khải hoàn môn Admiralty làm văn phòng và nhà ở cho Chúa Đô đốc (Tham mưu trưởng của Hải quân Hoàng gia Anh). Năm 2000, Văn phòng Nội các của Chính phủ Anh đặt văn phòng trong tòa nhà, trong khi vẫn duy trì trụ sở chính tại Whitehall. Đây cũng là nơi đặt Đơn vị Chiến lược của Thủ tướng và Lực lượng đặc nhiệm xã hội.
Năm 2011, các tòa nhà của Khải hoàn môn Admiralty không còn được sử dụng do một phần của Chương trình thắt lưng buộc bụng của chính phủ Anh, và sau đó được rao bán với giá 75 triệu bảng theo báo cáo.

### Từ văn phòng đến khách sạn
Vào tháng 10 năm 2012, nhà trúng thầu là một doanh nhân người Tây Ban Nha Rafael Serrano, theo báo cáo đã lên kế hoạch thay đổi toà nhà Admiralty thành một khách sạn sang trọng. Tài sản đã được bán dưới dạng hợp đồng thuê 125 năm. Việc khôi phục sẽ đưa tòa nhà mang tính bước ngoặt trở lại thời kỳ huy hoàng trước đây, theo thiết kế ban đầu của Aston Webb.
Vào tháng 8 năm 2013, Hội đồng Thành phố Westminster đã cấp phép quy hoạch đầy đủ cho việc khôi phục và tái phát triển không gian văn phòng thành một khách sạn 100 phòng, nhà ở và câu lạc bộ của các thành viên tư nhân.
Vào tháng 7 năm 2016, các tòa nhà của Khải hoàn môn Admiralty đã được chuyển đổi thành khách sạn, nhà hàng và bốn căn hộ. Công ty Kiến trúc Blair Associates được ủy thác bởi nhà phát triển bất động sản Prime Investors Capital. Khách sạn Waldorf Astoria Hotels & Resort dự kiến sẽ mở cửa vào năm 2022.

## Kiến trúc

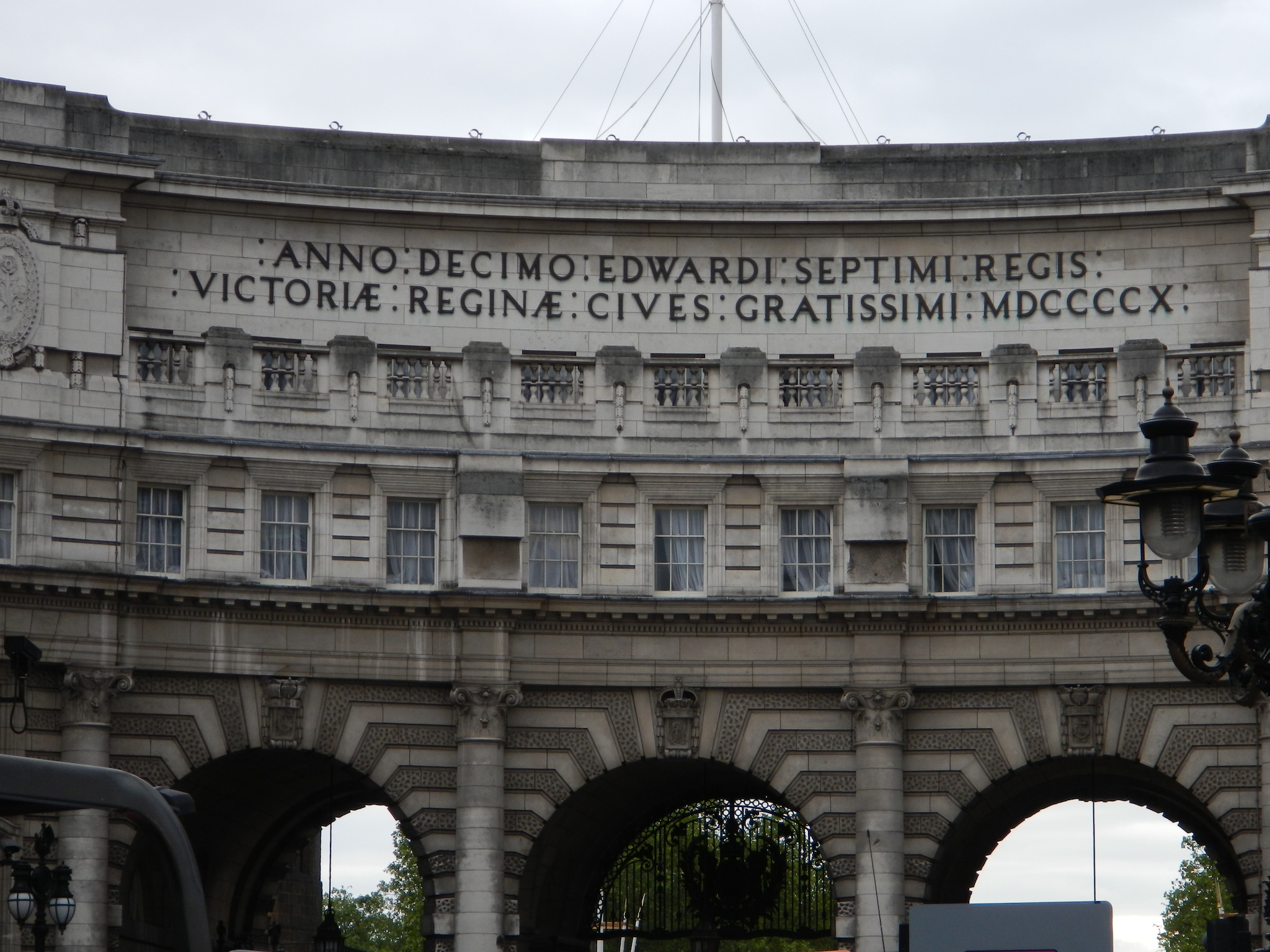
Cổng vòm nhìn từ hướng tây

Cấu trúc công trình bao gồm một tòa nhà sáu mặt rộng bằng đá Portland, trong đó các mặt tiền ở hai mặt đối diện có hình dạng lõm. Kết quả là cấu trúc rất hẹp ở giữa. Phần giữa được thiết kế như thể một Khải hoàn môn với năm vòm.
Các vòm trung tâm có thể chứa lưu lượng tự động hoặc cho ngựa chạy nhưng chỉ được mở để phục vụ cho các dịp nghi lễ. Các vòm lớn ở hai bên của vòm trung tâm được sử dụng cho xe ô tô và hai vòm nhỏ hơn bên cạnh dành cho người đi bộ.
Nhìn từ hướng tây đại lộ The Mall, tòa nhà phía cánh phải của Khải hoàn môn Admiralty lớn hơn nhiều so với phía cánh trái. 
Trên cổng vòm có khắc dòng chữ bằng tiếng Latin:
: ANNO: DECIMO: EDWARDI: SEPTIMI: REGIS:
: VICTORIÆ: REGINÆ: CIVES: GRATISSIMI: MDCCCCX:

(Vào năm thứ mười dưới triều đại Vua Edward VII, tưởng nhớ Victoria của Anh, nhân dân biết ơn sâu sắc, 1910)

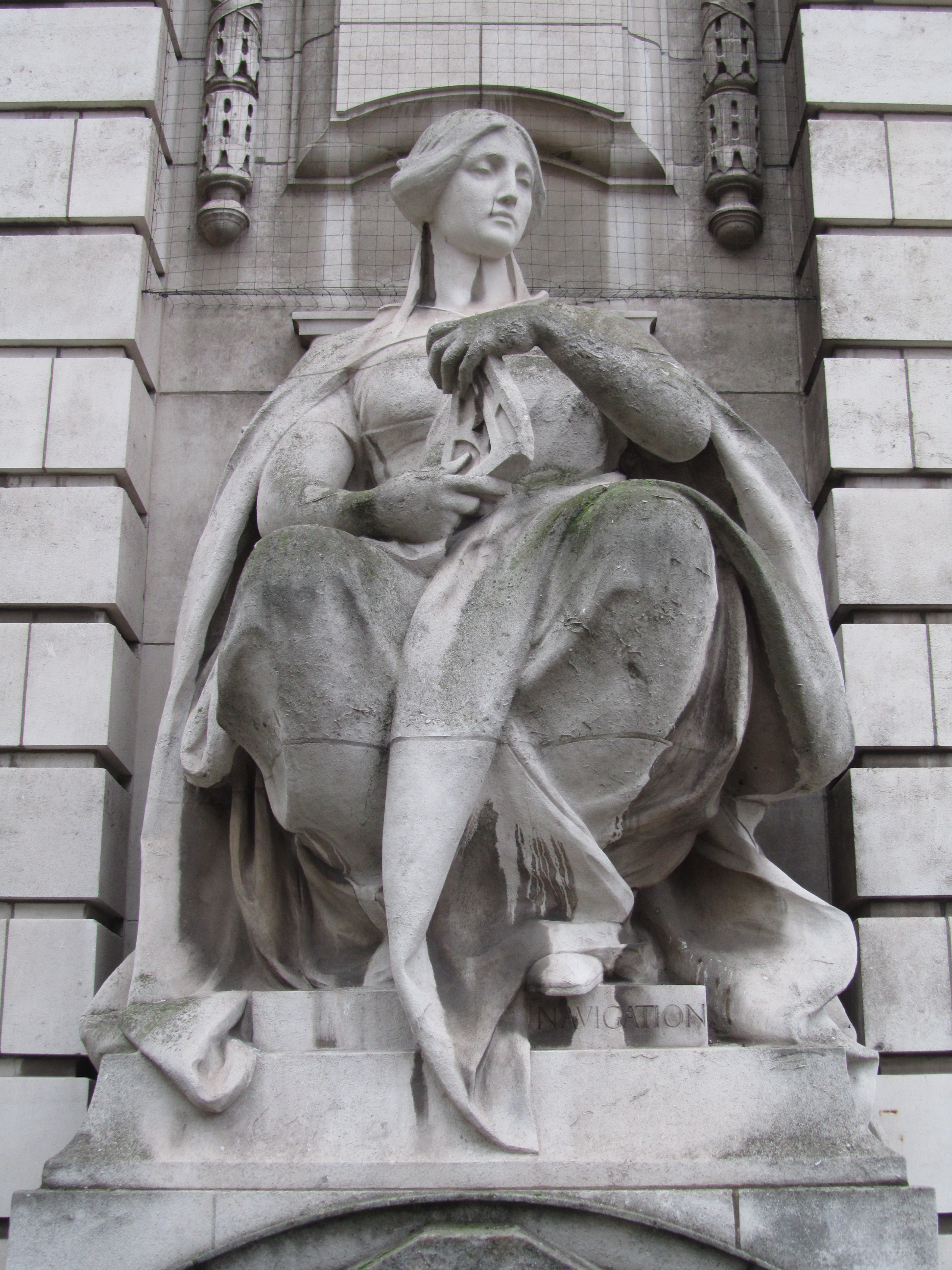
Tượng Navigation (bên trái)

Các tượng điêu khắc Navigation và Gunnery ở cuối hai cánh cổng được thiết kế bởi nhà điêu khắc người Anh Thomas Brock.
Bên dưới khải hoàn môn Admiralty là một dãy các đường hầm và các phòng, các hầm thường được sử dụng để lưu trữ tài liệu lưu trữ của chính phủ.
Khải hoàn môn Admiralty cũng bao gồm một lối đi ngầm dưới lòng đất được kết nối đến Số 10 phố Downing. Khải hoàn môn Admiralty là một công trình tưởng niệm cấp quốc gia được xếp hạng I.

### Chiếc mũi người

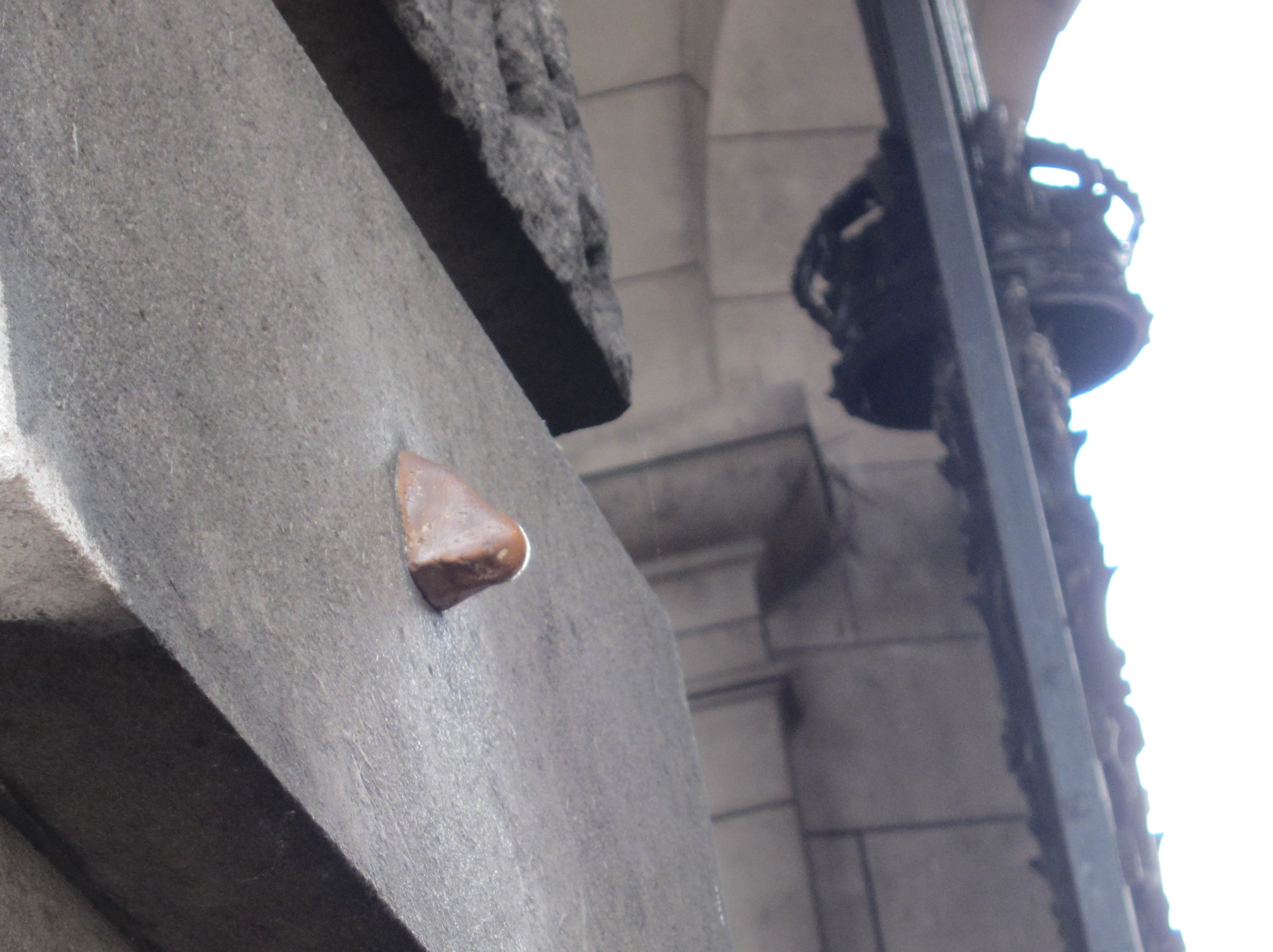
chiếc mũi người trên bức tường đá

Một điểm đặc biệt của công trình Admiralty là "chiếc mũi" đặt ở hướng Quảng trường Trafalgar, bên trái cổng vòm trung tâm trên bờ tường cách mặt đất khoảng 7 feet (tương đương 2,1 mét). Nó là kích thước của mũi người và nhiều truyền thuyết khác nhau phỏng đoán về lý do cho sự hiện diện. "Chiếc mũi" được đặt ở đó bởi nghệ sĩ Rick Buckley vào năm 1997 như một phần của chiến dịch chống lại "người anh lớn" trong xã hội.

## Phục vụ nghi lễ
Khải hoàn môn Admiralty đóng một vai trò quan trọng trong chính trị và xã hội của nước Anh. Nơi đây chứng kiến nhiều buổi lễ đăng quang, đám cưới hoàng gia, những sự kiện Thế vận hội Olympic và Paralympic cũng như các cuộc viếng thăm cấp nhà nước chạy thông qua dưới cổng vòm Admiralty.